# Pandeisme
Pandeisme (Græsk: πάν ( 'pan' ) = alt og Latin: Deus = Gud) er en form for deisme og panteisme som indarbejder en form for guddom ved at fastholde at universet er identisk med Gud, men samtidigt også at Gud førhen, inden universet blev skabt, var en bevidst og sansende kraft eller væsen som designede og skabte universet.  Gud blev kun til en ubevidst og ikke-sansende gud ved at blive til universet.  Udover denne forskel, og muligheden af at universet en dag vil vende tilbage til at blot være Gud, er de pandeistiske synspunkter lig de panteistiske synspunkter. Pandeisme blev første gang beskrevet i 1787 af den tyske boghandler Gottfried Grosse. Den mest omfattende bog om Pandeisme blev skrevet af Max Bernhard Weinstein i 1910.
Pandeisme bruger nogle sprog Panteisme, men det er ikke en slags Panteisme. Det er mere som en slags Deisme.